# Personnages de Tirant le Blanc
 (août 2024).
Motif : Tous les personnages n'ont certainement pas un intérêt encyclopédique.
 (août 2024).
Cet article présente les personnages du roman Tirant le Blanc, de Joanot Martorell.

## Liste des personnages

### A
- Abd Allah, surnommé Salomon [ca: Abdal·là Salamó]
- Abenamar, roi d'Égypte; il meurt des mains du marquis de Saint-Georges.
- Adedoro, misser, Connétable de Grèce
- Aduqueperec, frère du roi Ibrahim
- Afrique, le comte d’…
- Afrique, le roi d’…
- Ager, le comte d’…
- Agnès, la belle…, Agnès de Berry, fille du duc de Berry.
- Aigremont, le seigneur d’…, cousin de Tirant, épousera Plaisirdemavie.
- Aigues-Vives, le comte d’…
- Aigues-Vives, le duc d’…
- Alacri, le comte d’…
- Albanais, l’…, un captif
- Albert de Rusec, messire…
- Albi, le comte d’…
- Albin, écuyer du duc de Macédoine (2)
- Alep, roi d’…
- Amalfi, le duc d’…
- Almedixer, Génois, marin de la galère de Tirant.
- Amer, messire d’…, cousin germain de Tirant, vicomte de Branches.
- Andria, le duc d’…
- Angélique, [ca: Àngela] nom que prend, lors de son baptême, la femme du capitaine maure de la ville de Strènes. Lui-même s'appellera messire Jean Scarian.
- Angleterre, cardinal d’…
- Angleterre, fille du roi d’…, seconde épouse de l'empereur Hippolyte.
- Angleterre, roi d’…
- Anjou, le duc d’…, chevalier de la jarretière.
- Anjou, la fille du duc d’…, voir Belle Sans Pareille
- Antioche, seigneur d’…
- Aquino, le comte d’…
- Arena, le marquis d’…
- Arménie, le roi d’…, frère du Grand Karaman.
- Arménien, autre nom de Baralinda, sultan du Caire ou de Babylone, nom que l'on donnait aussi au Caire.
- Arthur, le roi…
- Asie, le roi d’…
- Assyrie, le roi d’…
- Autriche, le duc d’… [ca: duc d’Estalric]
- Avisequefera [ca: Cataquefaràs]

### B
- Babylone, le duc de…
- Baralinda, le sultan du Caire
- Bartolomeu Espicnardi, misser…, marchand.
- Bavière, le duc de…, Philippe, fils de l'empereur d'Allemagne.
- Beaulieu, le comte de… [ca: comte de Bell-lloc]
- Beaupuy, le marquis de… [ca: marquès de Belpuig]
- Beauté, jeune fille.
- Bedford, le duc de…, chevalier de la jarretière.
- Belamerin, la fille du roi de…
- Belamerin, le roi de…, père de la reine de Montagathe.
- Belle Sans Pareille [ca: Bella sens par] , fille du duc d'Anjou
- Benafria, le comte de…
- Berry, le duc de…, chevalier de la jarretière.
- Berry, la fille du duc de…, la belle Agnès.
- Bithynie, le comte de… [ca: comte de Bitímia], Grand Connétable de Grèce.
- Blanc, nom que prendra Tirant en Berbérie, pour ne pas être reconnu.
- Blanche, fille du duc de Bretagne, mère de Tirant.
- Bougie, le roi de…, frère du roi Scarian, qui le tuera.
- Bourgmurois, le comte de… [ca: comte de Vilamur].
- Bourgogne, le comte de…
- Bourgogne, le duc de…, tué par Tirant.
- Bourgogne, le frère du duc de…
- Bourgsdéserts, le seigneur des… [ca: senyor de les Vilesermes]
- Branches, le vicomte de…
- Brandis, le marquis de…
- Bretagne, le duc de…
- Bretagne, la duchesse de…
- Bretagne, la fille du duc de…, Blanche, la mère de Tirant
- Burgenza, le comte de…

### C
- Caire, le sultan du…, ou sultan de Babylone, nom que l'on donnait aussi au Caire, Baralinda ou Arménien.
- Calabre, le duc de…
- Calabre, le fils du duc de…
- Canarie, le roi de…
- Capaci, le comte de…
- Cappadoce, le roi de…, tué par Tirant.
- Cappadoce, l'épouse du roi de…
- Carlo Di Malatesta, le comte…
- Carmésine, fille de l'empereur de Constantinople.
- Caserta, le comte de…
- Cassandre, le duc de…
- Cassandre, fille du duc de Provence
- Cassandria, le duc de…
- Champbas, maître Albert de… ’ca: misser Alberto de Campobaixo].
- Charille [ca: Carillo], grec, messager de Tirant.
- Chasteté, jeune fille.
- Chèvetain, fils du…, époux de Smaragdine, fille du roi de Tlemcen.
- Chèvetain-des-chèvetains, tué par le roi Scarian.
- Chèvrefeuille [ca: Madresilva], jeune demoiselle, à l’origine de l'Ordre de la Jarretière.
- Chypre, le roi de… [ca: rei de Xipre].
- Clarence, le duc de…
- Clérot de Clarence, roi d'armes.
- Clèves, le duc de…
- Colonde, …maître Louis de la [ca: misser Ludivico de la Colonda].
- Comtésine, demoiselle de Carmésine.
- Cyprès de Paternoy

### D
- Damas, le roi de…
- Del Vasto, le marquis…, [ca: el marquèd del Guast].
- Diaphébus, Diaphébus de Hautmont, cousin de Tirant.

### E
- Échelle Rompue, le seigneur d’… [ca: senyor d’Escala Rompuda], il est vaincu par le Connétable d’Angleterre; chevalier de la jarretière.
- Égypte’, trompette du roi d’Égypte.
- Égypte, roi d’…, voir Abenamar.
- Éléonore, maîtresse du Grand Noble.
- Élisée, demoiselle de l'Impératrice; fille du duc de Péra.
- Empereur (de Constantinople), l’…, Frédéric, père de Carmésine.
- Espérance, jeune fille.
- Éthiopie, le roi d’…, Scarian.
- Éthiopie, la reine d’…, Smaragdine.
- Exeter, le duc d’… [ca: Atzetri etAtzetera], chevalier de la jarretière.

### F
- Far, Simon de…
- Ferrare, le marquis de…
- Fez, le roi de… (1), vaincu par le roi d’Égypte; tué par le marquis de Luçana.
- Fez, le roi de… (2), le marquis de Luçana.
- Fez, la reine de…, Plaisirdemavie.
- Flandres, le comte de…
- Flandres, la fille du comte de…, dame Guyomard.
- Fleur de Chevalerie, roi d’armes.
- Foisanspitié [ca: Fe-sens-pietat], chevalier.
- Fontsèche [ca: Fonseca], chevalier que l’on identifie au seigneur des Bourgdéserts. Cervantès le cite dans Don Quichotte.
- France, le roi de…
- France, la fille du roi de…, infante promise au roi d’Angleterre.
- Frédéric [ca: Frederic, puis Enric], l'empereur de Constantinople, père de Carmésine.
- Frise, le roi de…, tué par Tirant.
- Fundi, le comte de…

### G
- Galançon, marin.
- Galles, le prince de…, chevalier de la Jarretière.
- Gaudebi, marchand.
- Geber, le roi…
- Gloucester, le duc de… [ca: Glòceste, et Clòcestre].
- Grand Connétable d'Angleterre, le…, Jean de Warwick, fils du comte et de la comtesse de Warwick.
- Grand Connétable de Grèce, le…, le comte de Bithynie.
- Grand Karaman, la fille du…, son père la fait mourir.
- Grand Karaman, le…
- Grand Karaman, le fils du…
- Grand Khan, le…
- Grand Khan, la fille du…
- Grand Noble, le…, chevalier parent de l'empereur de Constantinople.
- Grand Sultan de Babylone
- Grand Turc, le…
- Grenade, le roi de…
- Guillaume de Warwick, comte…
- Guyomard, dame… [ca: dona Guiumar], fille du comte de Flandres.

### H
- Henri, roi d’Angleterre
- Hippocrate, la fille d’…, désenchantée par Spercius.
- Hippolyte, neveu de Tirant, du lignage de Roque Salée. Le roman hésite à son sujet, car il est d'abord présenté comme le fils du seigneur de Mauvoisin.
- Hircanie, le roi d’…
- Hongrie, la reine de…, Isabelle, sœur de Carmésine.
- Hongrie, le roi de…
- Honneur, jeune fille.

### I
- Ibrahim [ca: Abraïm]
- Impératrice (de Constantinople), l’…, fille de l'empereur de Rome, mère de Carmésine.
- Isabelle, reine de Hongrie, sœur de Carmésine

### J
- Jacob, maître…, juif, père de Jamille.
- Jacques de Vintimille de Sicile, le comte…
- Jamille, fille de maître Jacob.
- Jean Ferrier, frère…, frère de la Merci, Catalan et originaire de Lérida
- Jean Scarian, messire…, nom que prend le capitaine maure de la ville de Strènes lors de sa conversion; le roi Scarian lui sert de parrain.
- Jean Stuart, messire…, chevalier de la Jarretière.
- Grand Connétable, le…, Jean de Warwick, fils du comte et de la comtesse de Warwick.
- Jamjam, roi…, nom donné au roi Scarian.
- Jean de Warwick, Grand Connétable d'Angleterre, fils du comte et de la comtesse de Warwick..
- Jérusalem, roi d'armes.
- Jérusalem, le roi de…, cousin germain du Grand Karaman.
- Joyeuse Garde, le comte la…, chevalier de la Jarretière.
- Juif, marchand d’huile, maître Jacob voudrait le marier à sa fille Jamille.
- Juive, la vieille…, guérit Tirant.

### K
- Kirieleison de Montalban, frère de Thomas de Montalban

### L
- Lancastre, le duc de… [ca: duc de Lencastre], oncle du roi d’Angleterre; chevalier de la Jarretière.
- Lauzette, esclave noir, jardinier.
- Luçana, le marquis de… [ca: Luçana et Liçana].

### M
- Macédoine, le duc de… (1), le prince Robert, cousin de l'Empereur, père de Stéphanie, meurt alors que sa fille est enfant.
- Macédoine, duc de… (2), comte d'Albi. Devient duc de Macédoine en épousant la mère de Stéphanie, veuve. Il meurt également.
- Macédoine, duc de… (3), Diaphébus, par son mariage avec Stéphanie.
- Macédoine, la duchesse de… (1) mère de Stéphanie.
- Macédoine, la duchesse de… (2) Stéphanie.
- Malatesta, le comte…
- Maldonné [ca: Maldonat], serviteur de Tirant.
- Mantoue, Ambroise de… [ca: Ambrosio de Màntua]: Notaire public.
- Marche de Tiragne, seigneur de la…, le père de Tirant.
- Marches Noires, le comte des…, chevalier de la Jarretière.
- Mauvoisin, le seigneur de…
- Mauvoisin, le fils du seigneur de…, Hippolyte.
- Mauvoisin, madame de…
- Melchisédech, seigneur de Montagathe
- Ménador, le roi…, roi de Perse, frère du roi de la Petite Inde. Tué par Tirant.
- Messine, le duc de…, frère du roi de Sicile.
- Milan, le duc de…
- Miraval, la comtesse de…
- Montagathe, la maîtresse de…,  Justa; elle épouse Melchisédech.
- Montagathe, le seigneur de…,  Melchisédech.
- Montblanc, mademoiselle de…
- Montferrat, le marquis de…
- Montenegro, le marquis de…
- Monthaut, le chevalier de… [ca: el cavaller de Muntalt]
- Montoro, le comte de…
- Montsaint, le duc de…
- Montsaint, la veuve de…
- Montsaint, une fille de la veuve de…, épouse le vicomte de Branches.
- Montsauf, le chevalier, membre du conseil de l’empereur de Constantinople.
- Montagnenoire, le chevalier…
- Morgane, sœur du roi Arthur.
- Moro, le comte de…

### N
- Naples, le roi de…
- Northumberland, comte de… [ca: comte de Notàrbalam et Nortabar].

### O
- Orléans, le fils du duc d’…

### P
- Pantalerie, le seigneur de la… [ca: el senyor de la Pantanalea].
- Pantasilée, seigneur de la…
- Péra, le duc de…, frère du marquis de Saint-Georges.
- Perse, le duc de…
- Perse, le fils du roi de…
- Perse, le roi de…, le roi Ménador.
- Pescara, le marquis de… [ca: marquès de Peixcara].
- Petite Inde, le roi de la…, frère du roi de la Souveraine Inde et du roi Ménador; tué par Tirant.
- Philippe, plus jeune fils du roi de France.
- Philippe, duc de Bavière, fils de l'empereur d'Allemagne.
- Philippote [ca: Felipa], fille du roi de France.
- philosophe de Calabre, le…
- Pise, le cardinal de… [ca: cardenal de Pisa].
- Plaisirdemavie, fille d’un comte et demoiselle de Carmésine.
- Plegamans, le comte de…
- Pologne, le roi de…
- Praxidis, demoiselle de la cour de Constantinople.
- Procida, le marquis de…
- Prota, le marquis de…
- Provence, le duc de…
- Provence, fille du duc de…, voir Cassandre
- Provence, le roi de…
- Puyvert, le seigneur de…, chevalier de la Jarretière.
- Pyramus, écuyer de Diaphébus.

### Q
- Quint le Supérieur

### R
- Rasten, le roi de…
- Rhodes, le maître de…
- Rhodes, le seigneur de…
- Richard le Bienheureux
- Ricomane, infante de Sicile.
- Robert, le prince…, le duc de Macédoine (1).
- Robert, le roi., roi de Sicile.
- Rochefort, messire…, originaire d’Oriola, ambassadeur de Tirant auprès des rois maures.
- rufian, le…, a une altercation avec le philosophe de Calabre, qui le tue.

### S
- Saint-Ange, le comte de…, titre donné à Diaphébus, après que Tirant l'eut refusé pour lui.
- Saint-Empire, le marquis du… [ca: marquès del Sant Empeire]
- Saint-Georges, le marquis de…, chevalier de la Jarretière.
- Saint-Jean, le prieur de…
- Saint-Marc de Venise, le marquis de…
- Salandria, fille du duc de Péra.
- Salem ben Salem [ca: Çale ben Çale], élu roi de Grande-Canarie à la mort de son frère Ibrahim.
- Salisbury, comte de… [ca: comte de Salasberi], chevalier de la Jarretière.
- Salomon, surnom d’Abd Allah
- San Valentino, le comte de… [ca: comte Valentino].
- Scanderbeg [ca: Escandalor], Georges Kastrioti, héros albanais du XVe, connu aussi sous le nom de Iskander Bey.
- Scarian, roi de la grande Éthiopie, appelé le roi Jamjam.
- Sicile, l'infant de…, frère de Ricomane.
- Sicile, le roi de… (1), père de Ricomane.
- Sicile, le roi de… (2), Philippe de France.
- Sicile, la reine de… (1), mère de Ricomane.
- Sicile, la reine de… (2), Ricomane.
- Simon de Far
- Sinégérus, chevalier originaire du royaume de Tunis, de sang royal, envoyé par Tirant à Constantinople.
- Sinope, le duc de…
- Sinopolis, le duc de…
- Sis, le prince de…
- Smaragdine [ca: Maragdina], fille du roi de Tlemcen, puis reine de Tlemcen.
- Souveraine Inde, le roi de la…
- Spercius, seigneur de l’île Spertine
- Stafford, comte de… [ca: comte d’Estàfort], chevalier de la Jarretière.
- Stéphanie (de Macédoine), demoiselle de Carmésine.
- Suffolk, le marquis de… [ca: marquès de Sófolc], chevalier de la Jarretière.
- Sultan, le…
- Syrie, roi de…

### T
- Tanaïs, le roi de…, tué par Tirant.
- Taranto, un frère bâtard du prince de…
- Ténébreux, gentilhomme au service de Philippe de France.
- Terreneuve, le seigneur de…
- Thomas de Montalban, frère de Kirieleison de Montalban
- Tirant le Blanc
- Tlemcen, le roi de… (1), vaincu par le roi d’Égypte; père de Smaragdine.
- Tlemcen, le roi de… (2), neveu du précédent, élu à la mort de son oncle; il est fait prisonnier par Almedixer.
- Tlemcen, la reine de…, Smaragdine, rétablie sur le trône de son père par Tirant.
- Trato, le roi de…
- Tunis, le roi de…
- Turquie, le seigneur de…

### V
- Verumtamen, le roi…
- Veuve Reposée, la…, ancienne nourrice de Carmésine.

### W
- Warwick, la comtesse de…
- Warwick, le comte de…, Guillaume de Warwick.